# Szokolay Balázs
Szokolay Balázs (Budapest, 1961. július 2. –) Liszt Ferenc-díjas magyar zongoraművész, tanár.

## Élete, munkássága
Zenészcsaládba született, így már kora gyermekkorában elkezdte zongoratanulmányait. Édesapja Szokolay Sándor zeneszerző, édesanyja Szesztay Sári zongoraművész.
Ötéves  korától, 1966-tól 1970-ig Czövek Ernánál tanult az állami zeneiskolában. 1970-ben került a Liszt Ferenc Zeneművészeti Főiskola előkészítő tagozatára, ahol 1977-ig Máthé Miklósné növendéke volt. Ezt követően Kadosa Pál és Kocsis Zoltán felügyelete alatt tanult, és zongoraművészi diplomáját 1983-ban szerezte meg. Egy 18 hónapos ösztöndíjjal Münchenben, majd fél évig Moszkvában képezte tovább magát, Mihail Voszkreszenszkij, Amadeus Webersinke, Ludwig Hoffmann és Yvonne Lefebure voltak a mesterei.
Már 1973-tól részt vett nemzetközi zenei versenyeken, például első versenyén, az Ústí nad Labemben megrendezett zongoraversenyen I. díjat nyert, azután az 1975-ös zeneakadémiai centenáriumi versenyen és az 1983-as Weiner kamarazene-versenyen is. További eredményei közül néhány: Terni, 1984 (II. díj), Zwickau,, 1981 (III. díj), München, 1984 (duóverseny, cselló-zongora különdíj). Egy idő után már őt hívták zsűritagnak zongoraversenyekre.
Eleinte az Országos Filharmónia és az Interkoncert szólistája volt. Koncertező művészként négy kontinens számos országában szerepelt, rangos művészpartnerekkel és zenekarokkal. Nevezetes beugrása volt Belgrádban, amikor Nikita Magaloff helyett játszotta Johannes Brahms 1., d-moll zongoraversenyét. Játékáról számos rádió- és televíziófelvétel készült, itthon és külföldön egyaránt. Hangfelvételei főleg a Naxosnál és a Hungarotonnál jelentek meg. Egyik Grieg-CD-je Londonban az „Év hanglemeze” díjat nyerte el 1992-ben.
1987-től oktat a budapesti Liszt Ferenc Zeneművészeti Főiskola, illetve Egyetem zongora tanszakán. Külföldi egyetemeken tart mesterkurzusokat, vendégprofesszora volt a Yeungnam Egyetem (Dél-Korea) és a New Jersey Montclair State University (Egyesült Államok).
2001-ben Liszt Ferenc-díjjal tüntették ki, 2022-ben pedig – Magyarország nemzetközi jó hírnevét erősítő, kivételesen gazdag kifejezőerő, méltóság és profizmus jellemezte szóló és kamarazenei előadó-művészete, valamint nemzetközileg is jegyzett, példaértékű és odaadó zenepedagógusi munkája elismeréseként – megkapta a Magyar Érdemrend tisztikeresztjét.

## Díjai
- Liszt Ferenc-díj (2001)
- A Magyar Érdemrend tisztikeresztje (2022)